# Tokkeitai
Tokkeitai (jap. 特警隊; pełna nazwa 海軍特別警察隊 Kaigun Tokubetsu Keisatsutai, pol. Oddział Policji Specjalnej Marynarki Wojennej) – japońska formacja wojskowa, będąca żandarmerią Cesarskiej Marynarki Wojennej.
Tokkeitai podlegała japońskiemu Ministerstwu Marynarki Wojennej (jap. 海軍省 Kaigun-shō). Jej odpowiednikiem w Cesarskiej Armii Japońskiej była Kempeitai. Przyczyną jej powstania było coraz większe ingerowanie sił lądowych i Kempeitai w sprawy marynarki wojennej. Podobnie jak jej armijni odpowiednicy mogli wymierzać surowe kary bez interwencji prawa wojennego, z karą śmierci włącznie (doktryna kikosaku).
Tokkeitai stanowiła główne narzędzie terroru na terenach okupowanych przez Cesarską Marynarkę Wojenną, podczas wojny na południowym Pacyfiku. Dopuszczała się zbrodni wojennych zarówno wobec rdzennej ludności azjatyckiej, jak i europejskiej społeczności kolonialnej. Szczególnych zbrodni Tokkeitai dopuszczała się w Indonezji (zwłaszcza na Borneo), gdzie od października 1943 do czerwca 1944 zwalczała antyjapoński ruch oporu. Często działała na tym obszarze co Kempeitai. Przestała istnieć wkrótce po kapitulacji Cesarstwa Japońskiego w 1945 roku.